# Friedrich Hohn
Friedrich Hohn (* 3. Juni 1908 in Sande bei Bad Zwischenahn; † 1. Dezember 1944 in Winden (Kreuzau)) war ein deutscher Kommunalpolitiker und hauptamtlicher Landrat im Landkreis Bersenbrück (1942–1944).

## Leben
Hohn studierte Rechtswissenschaften an der Georg-August-Universität Göttingen. Dort wurde er 1928 Mitglied der Burschenschaft Holzminda. Nach seinem Examen wurde er Referendar in Vechta und legte 1935 in Berlin sein zweites juristisches Examen ab. Zum 1. Dezember 1931 trat er der NSDAP bei (Mitgliedsnummer 919.904). Ab dem 31. Juli 1933 war er SA-Sturmführer in Vechta und wurde mit dem Aufbau des Sturmbanners II/20 beauftragt, dessen Führung er 1934 für kurze Zeit übernahm. 1935 erhielt er die Leitung des ebenfalls in Vechta ansässigen SA-Sturmbanners III/229. 1942 wurde er Landrat im Landkreis Bersenbrück, allerdings war er nicht vor Ort, da er als Kriegsverwaltungsrat in Frankreich eingesetzt wurde. Seine offizielle Ernennung zum Landrat erfolgte hingegen erst mit Wirkung vom 1. Januar 1943. Im Zweiten Weltkrieg war er Leutnant beim Infanterie-Regiment 16 der 22. Infanterie-Division. Er fiel 1944 in Winden.